# Отель Кингсхед
Отель Кингсхед (англ. Kings Head, голова короля) — отель, стоящий напротив Шир Холла на площади Эджинкур в уэльском городе Монмут. Был построен в середине XVII века и являлся одной из главных гостиниц города; Карл I, король Англии, посетил это место в 1645 году. Фасад здания окрашен в чёрно-белый. Важным отелем Кингсхед стал в конце XVII века. В XVIII и XIX века из этого отеля стартовали дилижансы в Лондон. Комплекс зданий по улице Азенкур в настоящее время включает в себя бывший банк Монмута и Загородный клуб, а сама гостиница является частью сети пабов Wetherspoon JD. Отель — одно из 24 зданий, входящих в Тропу культурного наследия Монмута, и ему присвоен статус II* культурного наследия Великобритании.

## Архитектура и история

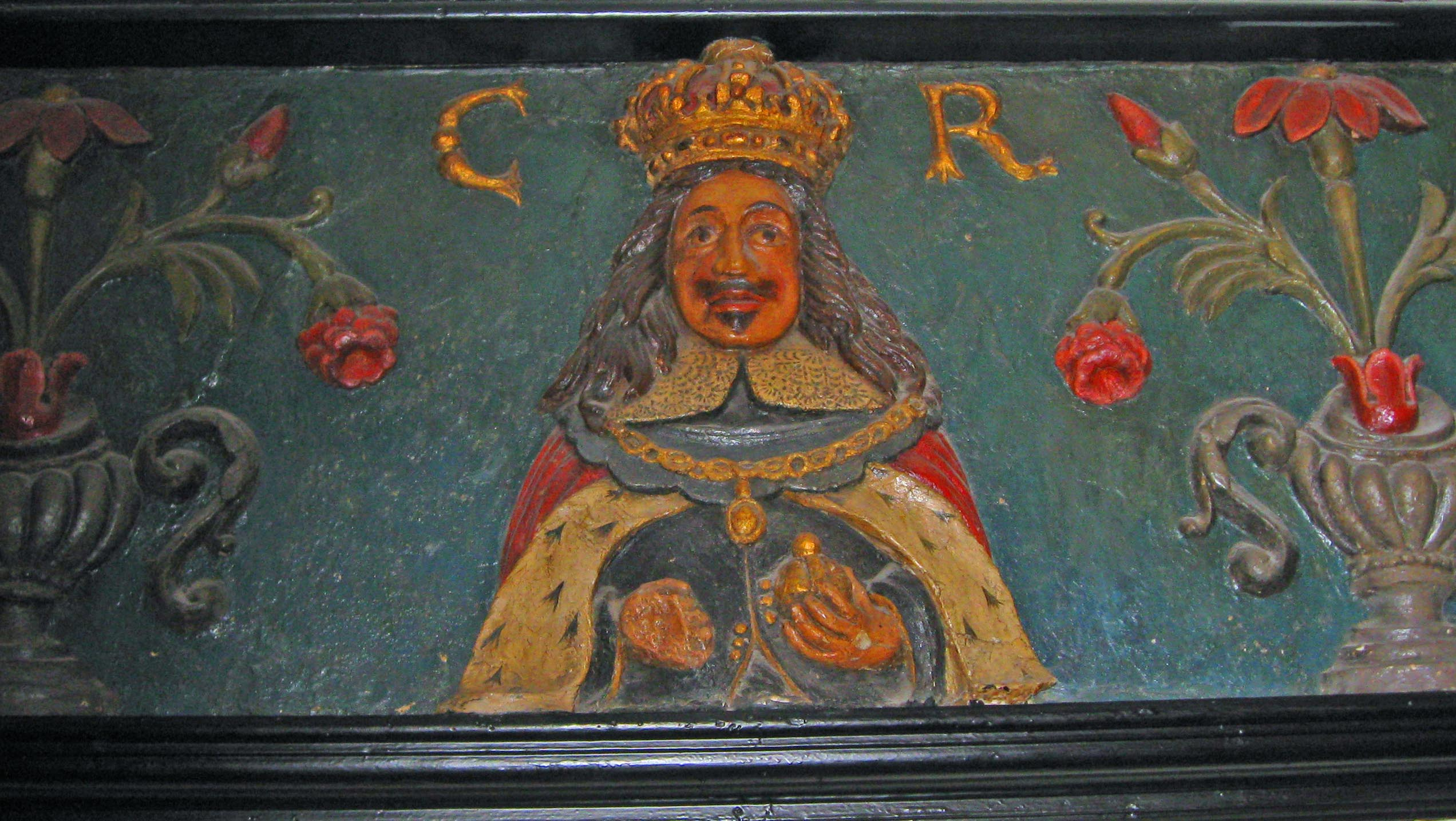
Гипсовый барельеф с фигурой короля

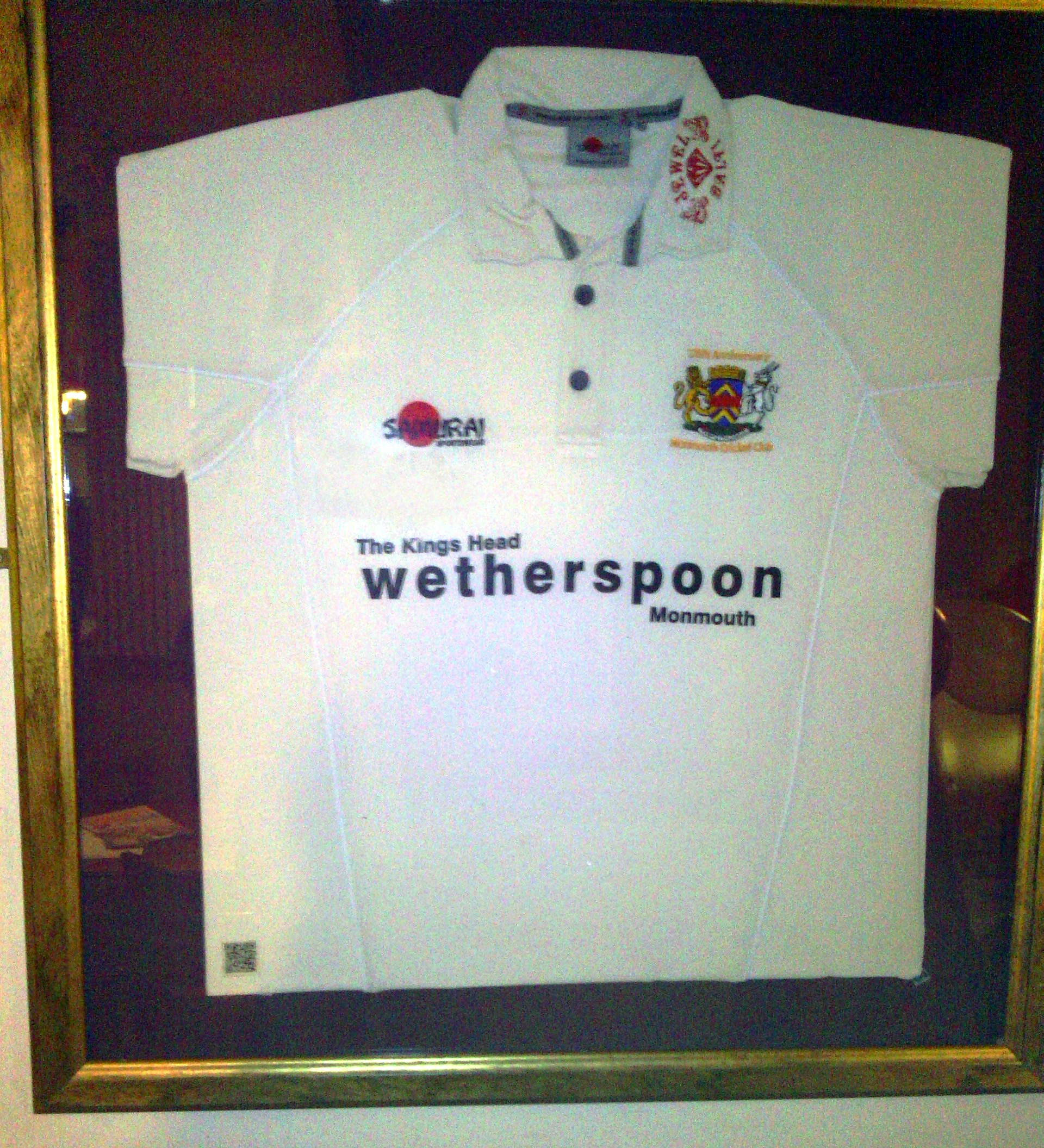
Футболка крикетного клуба, в рамке и с QR-кодом

Важным отелем строение стало при Ричарде Балларде (Richard Ballard), который был мэром Монмута в 1675 году, а также смотрителем почты. Горячий роялист, он старался добиться визита Карла I, и выпустил серебряные монеты с надписью «Боже, храни короля нашего милостивого» и головой Карла II. Карл I, по слухам, посетил его в 1645 году, во время пребывания в замке Раглан, и хозяин впоследствии, в 1673 году, установил гипсовый барельеф Карла, который до сих пор можно увидеть над камином в левом баре. Неясно, впрочем, является ли бюст изображением Карла I или Карла II, или смеси их обоих, или, может быть, обобщённым образом монарха, так как он не слишком реалистичен.
В 1820 году Уильям Коббет, публицист, говорил в отеле. На тот момент он только что неудачно баллотировался в депутаты от Ковентри. Он был отмечен за своё противостояние бумажным деньгам и хлебным законам, а также за энтузиазм в отношении парламентской реформы и англичан-сельчан.
В 1835 году на площади Эджинкур (Agincourt) насчитывалось 15 гостиниц и пабов, что привело к поговорке «A gin court here, a gin court there, no wonder they call it A-gin-court Square» (игра слов: «джинный двор там, джинный двор здесь, нельзя они называют эту площадь джиннодворной»).
В 2011 году Kings Head (JD Westherspoons) стал спонсором местного клуба крикета. На стене бара была помещена форменная футболка в рамке, и клуб проводит свои ежемесячные встречи в баре. Как и десятки других объектов в пабе, рамка клуба снабжена кодом QRpedia, который позволяет посетителям получить информацию о клубе на их родном языке. Он был установлен в 2012 году как часть проекта «MonmouthpediA», который предоставляет посетителям информацию обо всех сторонах города.